# 东南县 (中共政权)
东南县，中共政权短暂设置的县，在今江苏省南通市、上海市崇明区境内。
1945年1月，中共海启县委更名为东南县委，先后隶属苏中四地委、苏皖一地委。崇明在1944年10月至1946年3月期间隶属于东南县委。1945年12月，苏皖边区第一行政区成立时，东南县为其辖县。1946年3月，启东县、海门县分治，中共东南县委奉命撤销。